# Tine Lah
Tine (Martin) Lah, slovenski ekonomist, pedagog in publicist, * 17. junij 1918, Ponikva, † julij 2014.

## Življenjepis
Tine Lah je leta 1951 diplomiral na Ekonomski fakulteti v Zagrebu. Doktoriral pa je 1969 na univerzi Johannesa Keplerja v Linzu.
Lah je bil po letu 1945 najprej namestnik direktorja  Mestne hranilnice v Mariboru, nato pa je še razne druge službe v gospodarstvu. Od leta 1952 je poučeval na Ekonomski srednji šoli, leta 1959 pa je bil med pobudniki za ustanovitev VEKŠ v Mariboru postal njen prvi direktor, pozneje pa še večkrat dekan, pa tudi predstojnik Združenja visokošolskih zavodov v Mariboru.
Dr. Lah je bil v letih 1970 do 1976 redni profesor, 1981 pa imenovan za zaslužnega profesorja mariborske univerze. Do 1991 je vodil center za usposabljanje delavcev v zunanji trgovini GZS. Dr. Lah je avtor več strokovnih knjg. Pisal je tudi strokovne članke, ki jih je objavljal tako doma kot tudi v tujini, njegova bibliografija obsega preko sto enot.